# Apolda
Apolda è una città di 22 232 abitanti abitanti della Turingia, in Germania.
È il capoluogo, e il centro maggiore, del circondario del Weimarer Land.

## Geografia antropica

### Suddivisioni amministrative
Appartengono alla città di Apolda le frazioni (Ortsteil) di Herressen-Sulzbach, Nauendorf, Oberndorf, Oberroßla / Rödigsdorf, Schöten, Utenbach e Zottelstedtpolda.

## Amministrazione

### Gemellaggi
Apolda è gemellata con:
- Seclin, dal 1963
- Mark, dal 1994
- Rapid City, dal 1994